# Bécaud, et maintenant
 (avril 2017).
Si vous disposez d'ouvrages ou d'articles de référence ou si vous connaissez des sites web de qualité traitant du thème abordé ici, merci de compléter l'article en donnant les références utiles à sa vérifiabilité et en les liant à la section « Notes et références ».
Bécaud, et maintenant est un album collectif enregistré en hommage au chanteur, compositeur et pianiste français Gilbert Bécaud, dans lequel quinze artistes reprennent une de ses chansons. Il sort le 5 décembre 2011, à l'occasion de l'anniversaire des dix ans de la disparition du chanteur.

## Liste des titres
| 1.    | Je reviens te chercher      | Pierre Delanoë - Gilbert Bécaud                    | Luz Casal                | 3:13 |
| 2.    | Alors raconte               | Jean Broussolle - Bécaud                           | Alain Souchon            | 4:07 |
| 3.    | The Day the Rains Came Down | Delanoë - Bécaud (adaptation Carl Sigman)          | Ayọ                      | 3:15 |
| 4.    | Les Tantes Jeanne           | Maurice Vidalin - Bécaud                           | Olivia Ruiz              | 2:56 |
| 5.    | C'est en septembre          | Neil Diamond - Bécaud (adaptation Maurice Vidalin) | Julien Clerc             | 4:08 |
| 6.    | L'Absent                    | Louis Amade - Bécaud / Jean Leccia - Bécaud        | Alex Beaupain            | 3:32 |
| 7.    | Dimanche à Orly             | Delanoë - Bécaud                                   | Renan Luce               | 4:55 |
| 8.    | La Rivière                  | Vidalin - Bécaud                                   | Serge Lama               | 5:09 |
| 9.    | Mes mains                   | Delanoë - Bécaud                                   | Lynda Lemay              | 2:47 |
| 10.   | Let it be me                | Delanoë - Bécaud                                   | Anggun                   | 2:52 |
| 11.   | L'Indifférence              | Vidalin - Bécaud                                   | Bénabar et Gérard Darmon | 4:17 |
| 12.   | Nathalie                    | Delanoë - Bécaud                                   | Patrick Bruel            | 3:50 |
| 13.   | Je t'appartiens             | Delanoë - Bécaud                                   | Eddy Mitchell            | 3:06 |
| 14.   | Et maintenant               | Delanoë - Bécaud                                   | Johnny Hallyday          | 4:44 |
| 52:40 |                             |                                                    |                          |      |

| Titre bonus | Titre bonus      | Titre bonus           | Titre bonus    | Titre bonus | Titre bonus | Titre bonus | Titre bonus | Titre bonus | Titre bonus |
| No          | Titre            | Auteur                | Interprète(s)  | Durée       |             |             |             |             |             |
| ----------- | ---------------- | --------------------- | -------------- | ----------- | ----------- | ----------- | ----------- | ----------- | ----------- |
| 15.         | What Now My Love | Delanoë - Carl Sigman | Peter Cincotti | 3:05        |             |             |             |             |             |
| 55:45       |                  |                       |                |             |             |             |             |             |             |